# Trněný Újezd
Trněný Újezd (Duits: Dornaujest of Dornaujest bei Zakolan) is een Tsjechische plaats in de gemeente Zákolany in de regio Midden-Bohemen en maakt deel uit van het district Kladno. Het dorp ligt op ongeveer 1,5 km afstand van Zákolany.
Trněný Újezd telt 179 inwoners (2021).

## Geografie
De Zákolanskýbeek stroomt door het dorp. De beek is vaak vastgelegd door landschapsschilders als Antonín Slavíček, Jaroslav Panuška, Otakar Lebeda en Josef Holub. Aan de zuidoostzijde van Trněný Újezd ligt natuurmonument Kovárské stráně.

## Geschiedenis
De eerste schriftelijke vermelding van het dorp dateert van 1320.
Tot 1850 viel het dorp onder het district Rakovník en daarna onder het district Smíchov. Vervolgens behoorde het dorp nog enige tijd tot de regio's Praag en Kralupy nad Vltavou. Sinds 1960 maakt Trněný Újezd deel uit van de gemeente Zákolany in het district Kladno.

## Verkeer en vervoer

### Autowegen
Er leiden regionale wegen naar het dorp.

### Spoorlijnen
Er is geen station in Trněný Újezd. De dichtstbijzijnde stations zijn Zákolany en Zákolany Halte aan resp. spoorlijn 093 Kralupy nad Vltavou - Kladno en 121 Hostivice - Středokluky - Podlešín.

### Buslijnen
Er is één bushalte in het dorp:
| Halte                  | Lijn | Traject         | Vervoerder        |
| ---------------------- | ---- | --------------- | ----------------- |
| Zákolany, Trněný Újezd | 456  | Slaný - Libčice | AUTODOPRAVA LAMER |

## Bezienswaardigheden
- Dorpskapel

## Galerij

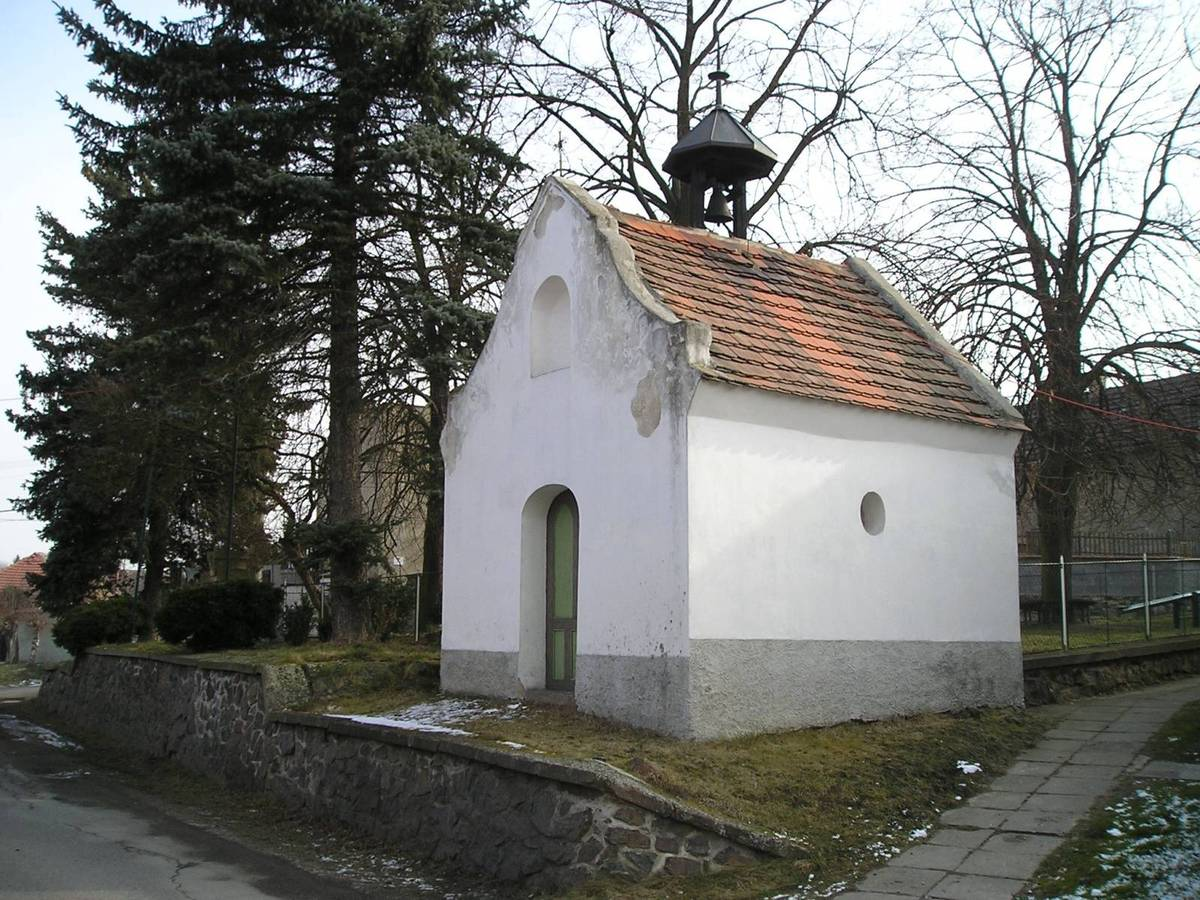
Dorpskapel
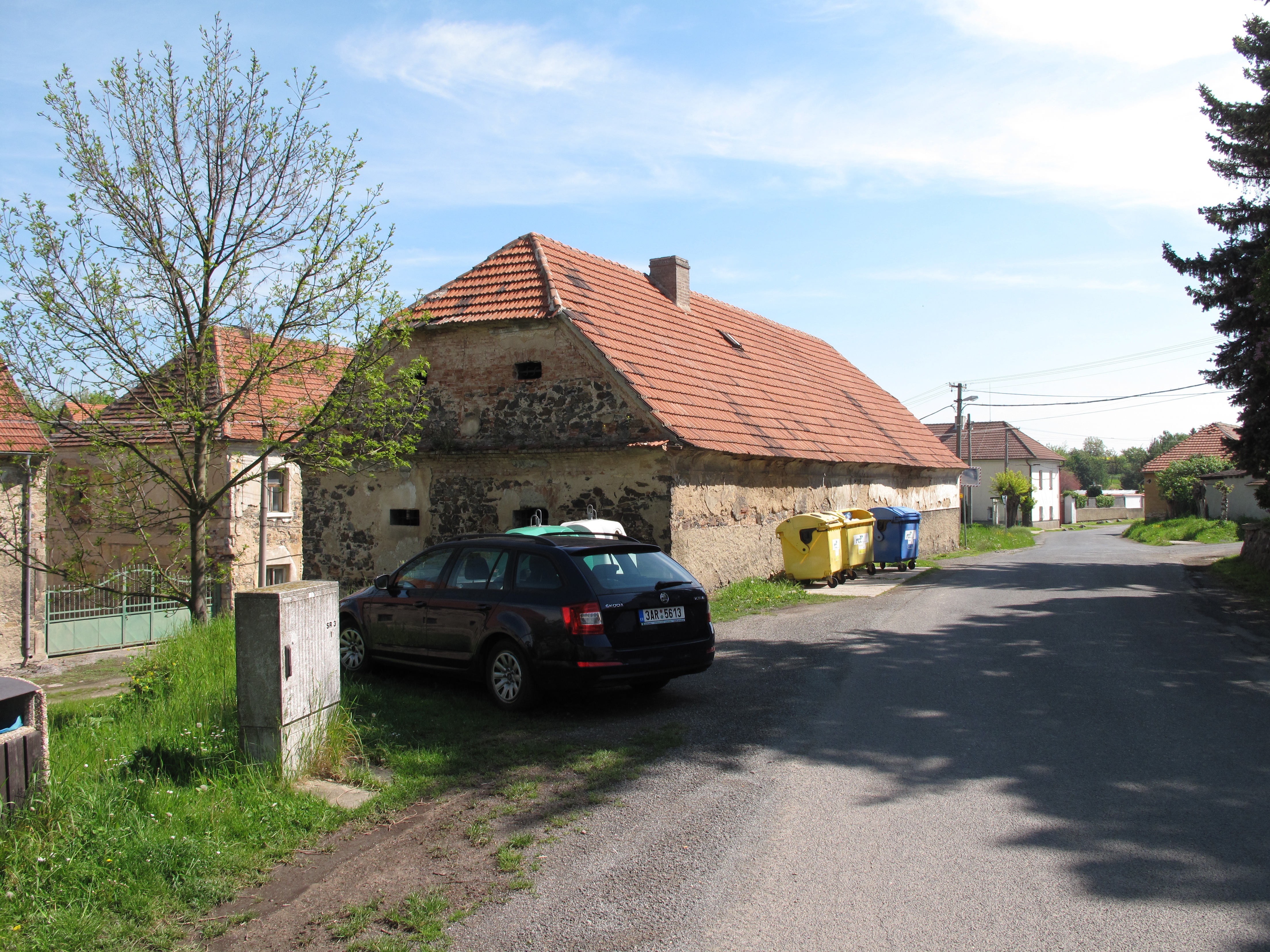
Boerderij in het dorp
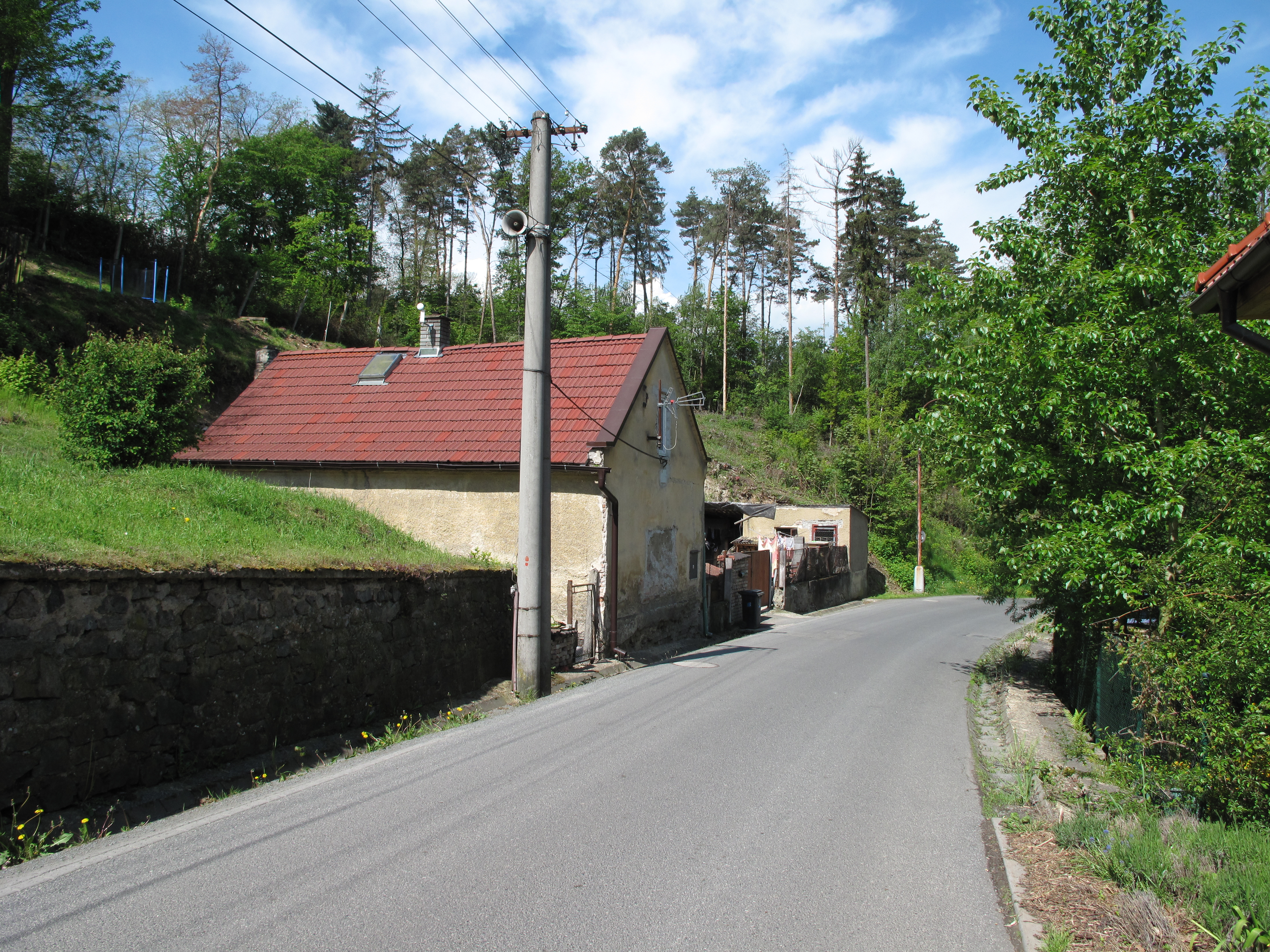
Weg door het dorp
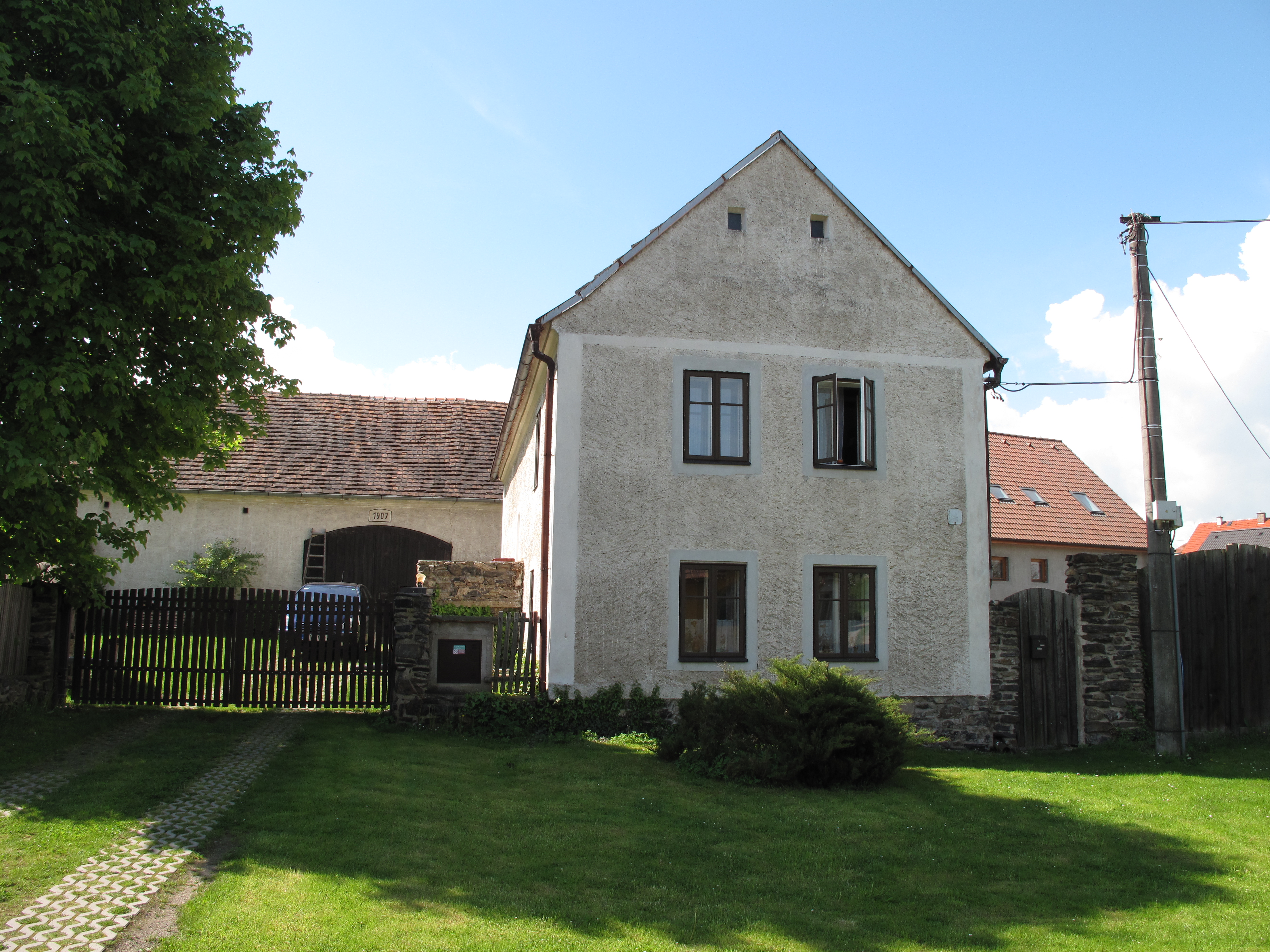
Huis in het dorp
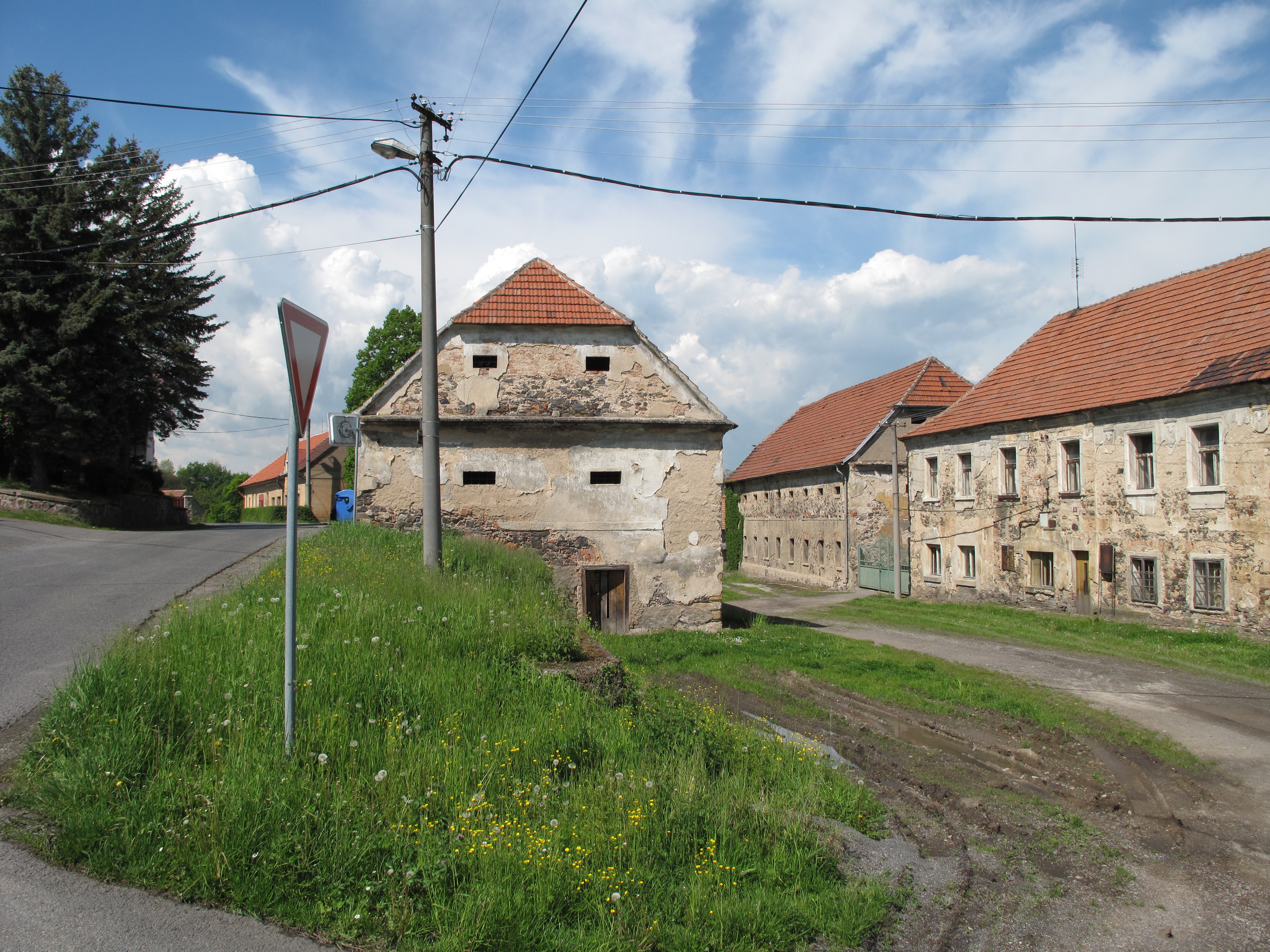
Oude huizen in het dorp